# Corallana bidentata
Corallana bidentata är en kräftdjursart som beskrevs av Jones, Icely och Cragg 1983. Corallana bidentata ingår i släktet Corallana och familjen Corallanidae. Inga underarter finns listade i Catalogue of Life.